# Riemannsche Mannigfaltigkeit
Eine riemannsche Mannigfaltigkeit oder ein riemannscher Raum ist ein Objekt aus dem mathematischen Teilgebiet der riemannschen Geometrie. Diese Mannigfaltigkeiten haben die zusätzliche Eigenschaft, dass sie eine Metrik ähnlich wie ein Prähilbertraum besitzen. Mit Hilfe dieser riemannschen Metrik (auch riemannscher metrischer Tensor) lassen sich dann die wesentlichen geometrischen Eigenschaften der Mannigfaltigkeit beschreiben. So gelten auf jeder riemannschen Mannigfaltigkeit die folgenden, teilweise äquivalenten, Eigenschaften:
- Die kürzesten Strecken zwischen unterschiedlichen Punkten (die sogenannten Geodäten) sind nicht zwingend Geradenstücke, sondern können gekrümmte Kurven sein.
- Die Winkelsumme von Dreiecken kann, im Gegensatz zur Ebene, auch größer (z. B. Kugel) oder kleiner (hyperbolische Räume) als 180° sein.
- Die  Parallelverschiebung von Tangentialvektoren entlang geschlossener Kurven kann die Richtung des Vektors ändern.
- Das Ergebnis einer Parallelverschiebung eines Tangentialvektors hängt auch vom Weg ab, entlang dessen der Tangentialvektor verschoben wird.
- Die Krümmung ist im Allgemeinen eine Funktion des Ortes auf der Mannigfaltigkeit.
- Abstandsmessungen zwischen unterschiedlichen Punkten sind nur mit Hilfe einer Metrik möglich, die vom Ort auf der Mannigfaltigkeit abhängen kann.

Der etwas allgemeinere Begriff der pseudo-riemannschen oder semi-riemannschen Mannigfaltigkeit ist in der allgemeinen Relativitätstheorie von entscheidender Bedeutung, da in dieser die Raumzeit als solche beschrieben wird.

## Definition
Eine riemannsche Mannigfaltigkeit ist eine differenzierbare {\displaystyle n}-dimensionale Mannigfaltigkeit {\displaystyle M} mit einer Funktion {\displaystyle g}, die jedem Punkt {\displaystyle p\in M} ein Skalarprodukt des Tangentialraums {\displaystyle T_{p}M} zuordnet, das heißt  eine symmetrische, positiv definite Bilinearform
{\displaystyle g_{p}\colon T_{p}M\times T_{p}M\to \mathbb {R} },
die differenzierbar von {\displaystyle p} abhängt. Das heißt, bei gegebenen differenzierbaren Vektorfeldern {\displaystyle X,\,Y\in {\mathfrak {X}}(M)} ist
{\displaystyle {\begin{aligned}M&\to \mathbb {R} \\p&\mapsto g_{p}(X_{p},Y_{p})\end{aligned}}}
eine differenzierbare Funktion. Die Funktion {\displaystyle g} heißt riemannsche Metrik oder auch metrischer Tensor, ist aber keine Metrik im Sinne der metrischen Räume.

## Beispiele

### Euklidischer Vektorraum
Ein euklidischer Vektorraum ist isometrisch isomorph zum {\displaystyle \mathbb {R} ^{n}} mit dem Standardskalarprodukt
{\displaystyle \langle (x_{1},\dotsc ,x_{n}),(y_{1},\dotsc ,y_{n})\rangle =x_{1}y_{1}+\dotsb +x_{n}y_{n}}.
Der Vektorraum {\displaystyle \mathbb {R} ^{n}} kann als differenzierbare Mannigfaltigkeit verstanden werden und zusammen mit dem Standardskalarprodukt wird er zu einer riemannschen Mannigfaltigkeit. In diesem Fall ist der Tangentialraum {\displaystyle T_{x}\mathbb {R} ^{n}} identisch mit dem Ausgangsraum, also wieder der {\displaystyle \mathbb {R} ^{n}}.

### Induzierte Metrik
Da das Tangentialbündel {\displaystyle TN} einer Untermannigfaltigkeit {\displaystyle N} einer riemannschen Mannigfaltigkeit {\displaystyle M} auch eine Teilmenge des Tangentialbündels {\displaystyle TM} von {\displaystyle M} ist, kann die Metrik von {\displaystyle M} auch auf die Tangentialvektoren von {\displaystyle N} angewendet werden. Die so erhaltene Metrik auf der Untermannigfaltigkeit wird deswegen auch induzierte Metrik genannt. Die Untermannigfaltigkeit {\displaystyle N} bildet zusammen mit der induzierten Metrik wieder eine riemannsche Mannigfaltigkeit.
Induzierte Metriken finden insbesondere bei der geometrischen Untersuchung von Kurven und Flächen als Untermannigfaltigkeit des {\displaystyle \mathbb {R} ^{n}} Verwendung.

## Riemannsche Mannigfaltigkeiten als metrische Räume
Die riemannsche Metrik ist keine Metrik im Sinne der Theorie der metrischen Räume, sondern ein Skalarprodukt. Man kann jedoch ähnlich wie in der Theorie der Skalarprodukträume aus dem Skalarprodukt eine Metrik gewinnen. Somit können riemannsche Mannigfaltigkeiten als metrische Räume verstanden werden. Auf riemannschen Mannigfaltigkeiten sind also im Gegensatz zu differenzierbaren Mannigfaltigen Begriffe wie Abstand, Durchmesser oder Vollständigkeit definiert.

### Abstandsfunktion
Im Folgenden sei {\displaystyle (M,g)} eine riemannsche Mannigfaltigkeit. Die Abstandsfunktion auf einer (zusammenhängenden) riemannschen Mannigfaltigkeit wird dann definiert durch
{\displaystyle d(x,y):=\inf\{L(\gamma )\mid \gamma \colon [0,1]\to M,\gamma (0)=x,\gamma (1)=y\}}.
Dabei durchläuft {\displaystyle \gamma } alle (stückweise) differenzierbaren Wege, die {\displaystyle x} und {\displaystyle y} verbinden, und {\displaystyle L(\gamma )} bezeichnet die Länge von {\displaystyle \gamma }, die gemäß
{\displaystyle L(\gamma )=\int _{0}^{1}\!{\sqrt {g_{\gamma (t)}({\dot {\gamma }}(t),{\dot {\gamma }}(t))}}\,\mathrm {d} t}
definiert ist. Das Funktional {\displaystyle L} wird auch Längenfunktional genannt. Ein mit konstanter Geschwindigkeit durchlaufener Weg, der lokal (das heißt für ausreichend nahe beieinander liegende Punkte) die kürzeste Verbindung realisiert, heißt Geodätische.
Die so definierte Metrik {\displaystyle d} induziert wieder die ursprüngliche Topologie von {\displaystyle M}. Da man zeigen kann, dass jede differenzierbare {\displaystyle n}-dimensionale Mannigfaltigkeit riemannsche Metriken besitzt, lässt sich so auch zeigen, dass jede differenzierbare {\displaystyle n}-dimensionale Mannigfaltigkeit metrisierbar ist. Ähnlich wie bei metrischen Vektorräumen kann man auch von vollständigen riemannschen Mannigfaltigkeiten sprechen. Der Satz von Hopf-Rinow ist das zentrale Resultat bezüglich der Vollständigkeit riemannscher Mannigfaltigkeiten.

### Durchmesser
Genauso wie in der Theorie der metrischen Räume wird durch
{\displaystyle \operatorname {diam} (M):=\sup\{d(p,q)\mid p,q\in M\}\in [0,\infty ]}
der Durchmesser einer riemannschen Mannigfaltigkeiten {\displaystyle (M,g)} definiert.
Der Durchmesser ist eine Invariante einer riemannschen Mannigfaltigkeit unter globalen Isometrien. Außerdem gilt für (endlichdimensionale) riemannsche Mannigfaltigkeiten die Heine-Borel-Eigenschaft, das heißt, eine vollständige riemannsche Mannigfaltigkeit ist genau dann kompakt, wenn der Durchmesser endlich ist.

## Geschichte
Gauß’ Theorie der gekrümmten Flächen verwendet eine extrinsische Beschreibung, das heißt, die gekrümmten Flächen werden mit Hilfe eines umgebenden, euklidischen Raumes beschrieben. Riemann vertritt dagegen einen abstrakteren Ansatz. Diesen Ansatz und die zugehörigen Definitionen führte Riemann in seinem Habilitationsvortrag Über die Hypothesen, welche der Geometrie zu Grunde liegen vom 10. Juni 1854 an der Universität Göttingen ein. Dort wurden auch viele Definitionen vorgestellt, die noch heute in der modernen Mathematik verwendet werden. Von  parakompakten Räumen war damals jedoch noch nicht die Rede. Anstelle von Kurven und Tangentialvektoren verwendete Riemann damals infinitesimale Linienelemente.
Seit Anfang des 19. Jahrhunderts werden sogenannte nichteuklidische Geometrien diskutiert. Die riemannsche Geometrie hat dabei gerade die geeigneten Definitionen und die geeignete Sprache, um diese Geometrien von einem allgemeinen Standpunkt aus zu beschreiben. Der Begriff der riemannschen Mannigfaltigkeit bildete zum Anfang des 20. Jahrhunderts einen grundlegenden Ausgangspunkt für die Entwicklung der allgemeinen Relativitätstheorie.